# Maksoud Plaza
Maksoud Plaza era um hotel tradicional da cidade de São Paulo. Está localizado na rua São Carlos do Pinhal, n° 424, a uma quadra da avenida Paulista. Está entre os hotéis mais emblemáticos do Brasil, tendo recebido vários governantes e celebridades do mundo inteiro.
Lá aconteceram espetáculos de Frank Sinatra e um grande número de eventos com celebridades mundiais como Michel Legrand, George Shearing, Joe Willians, Billie Eckstine, Julio Iglesias, Sammy Davis Jr., Alberta Hunter, Bobby Short, Buddy Guy, entre outros.
O hotel hospedou personalidades da diplomacia, como os príncipes de Mônaco Ranier III e Albert II, Primeira Ministra da Inglaterra Margareth Thatcher, e personalidades do mundo artístico: Mick Jagger, David Bowie, Ray Charles, Diana Ross, Zubin Mehta, dentre tantos outros.
Em 2014, com o falecimento do fundador, Henry Maksoud, o seu neto, Henry Maksoud Neto, assume a gestão do hotel, tornando-se presidente da empresa.
A partir de 2014, o hotel começa um processo de modernização mais intenso, e em 2019 implantou uma recepção digital, entre outras inovações.
Encerrou suas atividades em 7 de dezembro de 2021.

## História
O Maksoud Plaza foi construído na rua São Carlos do Pinhal, onde antes era a Abadia de Santa Maria, primeiro mosteiro beneditino feminino das Américas, que funcionou até meados da década de 1970. Nesse momento, o mosteiro foi transferido para a região do Mandaqui. A rápida urbanização da região fez com que a vida contemplativa e de clausura se tornasse inviável na Abadia, e propostas de compra da área foram feitas, por exemplo, pela família Matarazzo. Atualmente, a Abadia Santa Maria fica na Serra da Cantareira e as monjas ainda possuíam relação com o hotel. Elas fazem produção artesanal de bombons de chocolates, recheados de raspas de laranjas cultivadas por elas mesmo, além de outros sabores, que eram oferecidos aos hóspedes do hotel.
Surgida a possibilidade de desapropriação pública do local, um grupo de banqueiros comprou e revendeu dois terços do terreno à Construtora Indi e um terço à Hidroservice S.A, de Henry Maksoud. No terço da Hidroservice, onde ficava a estrutura do mosteiro, o prédio foi demolido e, no espaço, foi levantado o edifício de 23 andares do Maksoud Plaza. Nos restantes 2/3, 2 terços, foram construídos prédios de apartamentos em alturas iguais de 16 andares 53 m de altura aproximadamente, que exitem até hoje, aonde havia uma bela mata de árvores nativas, inclusive altos Pinheiros devastados.
Desde antes sua inauguração, o Maksoud Plaza prometia, como hotel, ser uma grande novidade. Em julho de 1979, em um anúncio de vagas de emprego, veiculado no Estado de S. Paulo, o Maksoud é descrito como "planejado e executado para ser um dos melhores do mundo".
A inauguração do Maksoud foi o início de uma terceira geração hoteleira na cidade de São Paulo, antecedido pelo Othon Palace e o Hilton. Segundo uma nota na Folha de S. Paulo, de janeiro de 1980, o Maksoud foi inaugurado com 416 apartamentos, após uma construção que durou 18 meses em um investimento de 40 milhões de dólares. A proposta do hotel era suprir a falta de acomodações de luxo em São Paulo. Em seu primeiro ano de funcionamento, o Maksoud colocou-se como um novo cartão de visita da cidade de São Paulo, explicitando o objetivo de valorizar o pólo cultural e econômico que a cidade representa, exportando o know-how brasileiro e importando elementos culturais sofisticados do exterior. Em uma publicidade do hotel no Estado de S. Paulo, que vanglorizava a vinda de Frank Sinatra ao país, o Maksoud foi descrito como "feito de capital privado e totalmente nacional numa época em que muitos temíam pelo futuro, como hoje".
Em agosto de 1981, antes da estadia de Frank Sinatra no hotel, foi aberto o 150 Night Club, um bar e casa de jazz, proposto para ser um ambiente sofisticado e moderno.
Em 2011, o prédio onde está o Maksoud Plaza foi arrematado por R$ 70 milhões pelos empresários Fernando Simões e Jussara Elaine Simões, o leilão foi realizado por contas de dívidas trabalhistas da Hidroservice, do mesmo grupo. O Maksoud recorreu ao Tribunal Regional do Trabalho, alegando ter quitado todas as dívidas anteriormente. Em nota, a direção do Maksoud afirmou que não haveria mudanças na administração e que “as medidas judiciais cabíveis [para suspender a venda] vêm sendo tomadas, valendo ressaltar que todos os encargos trabalhistas sempre foram honrados".
Com o falecimento de Henry Maksoud em 2014, Henry Maksoud Neto assumiu a presidência do Hotel, que nesse mesmo ano inaugurou o PanAm, bar sob o heliporto do prédio, e a reformulação do bar do lobby, que deu lugar ao Frank Bar.

### Fechamento
Após 42 anos em operação, o hotel encerrou suas atividades em 7 de dezembro de 2021. Segundo a administradora do local, HM Hotéis, o fechamento foi necessário em função dos prejuízos financeiros causados pela pandemia de COVID-19 e do plano de reestruturação do Grupo Hidroservice, que controla o edifício.
| “                                                                            | O Maksoud deixa de existir nesse endereço, mas poderá existir em outros endereços no futuro. | ” |
| — Henry Maksoud Neto, CEO do Maksoud Plaza em entrevista ao Valor Econômico, |                                                                                              |   |

## Arquitetura e decoração
O prédio do Maksoud Plaza foi construído em terreno de 8.700m², tem 45.000m² de área construída e 416 apartamentos, de acordo com Paulo Lucio de Brito, que arquitetou o hotel. É atribuído ao atrium do edifício uma marca do lugar, com um jardim suspenso, fonte de espelho d'água e iluminação natural. Em 2009, a fachada do hotel é revitalizada, com a aplicação de placas, revestidas por um desenho colorido e abstrato, em diversos tons, que, segundo Henry Maksoud, é o “efeito Pollock”, em referência ao artista Jackson Pollock.
Desde a inauguração, o hotel tem em sua decoração, considerada luxuosa, peças de artistas brasileiros (ou descendentes) notáveis. Uma estrutura de Yutaka Toyota foi colocada no Hall e obras de Maria Bonomi, Aldemir Martins, Volpi, Marysia Portinari, Tomie Ohtake e Emanoel Araújo decoram ou já decoraram o interior do prédio.
O Maksoud Plaza possui um quarto com 9 cômodos, que propõe uma experiência multisensorial, com sons, aromas e elementos surpresas em um espaço não convencional. O quarto possui 126 metros quadrados e fica no 21º andar. Assinada pelo artista plástico Felipe Morozini, a Suíte Dreams 2117 brinca com signos contemporâneos. Para o artista essa suíte é uma obra que discute a memória afetiva e a reflexão sobre as coisas que recebem um significado mais transcedental do que de coisas.

### Maria Bonomi
Em 1979, Maria Bonomi finaliza dois painéis para o saguão do Maksoud Plaza. A obra foi chamada de Arrozal de Benguet: Paisagem e Memória. Nos murais de concreto, Bonomi reproduz as formas dos arrozais filipinos com sulcos de madeira. Um deles representa a própria paisagem enquanto o outro a memória da "experiência dos sulcos" do primeiro painel. A obra se inclui no que Maria Bonomi chama, na tese Arte Pública - sistema Expressivo/Anterioridade, de arte pública inserida. Ou seja, arte criada e idealizada junto da construção de uma obra civil, com função estrutural e estética.

### Yutaka Toyota
O artista utiliza-se de materiais concretos e tangíveis como madeira, aço e tinta para fazer suas esculturas, além de ter a tecnologia como aliada em sua criação. Dentre as técnicas que utiliza, está a criação da ilusão de ótica. Sua obra é repleta de paradoxos e junta a dureza ao macio, a espontaneidade à reflexão, o volume à leveza, a geometria estável ao equilíbrio instável.
O brasileiro Yutaka Toyota desenvolveu diversas obras para o hotel, incluindo uma escultura,“Espaço Sideral”, em alumínio, de 40 metros de altura, para o atrium do Maksoud Plaza, que desce do teto ao chafariz.

### Diego Ortega
Nasceu em Valência, Espanha, em 1937, estudou desenho e Arquitetura em Tânger, Marrocos, mas viveu durante a infância e a adolescência em Málaga, Espanha, e em Marselha, França. Mudou-se para o Brasil em 1957, onde iniciou-se na arte, estudando pintores como Elmer Golner e Friole Janeth, Ernesto Chevalier.
Ele é responsável por Reflexos Art Gallery, Hotel Maksoud Plaza. Além disso, fez auma Escultura de bronze, que fica na fonte do lobby, “A Bailarina”, sendo a própria filha do autor a modelo da obra prima.

## Música
O hotel hospedou personalidades do mundo da música, promovendo inúmeros shows, de diversos artistas, no 150 Night Club.

### Frank Sinatra
Frank Sinatra chega ao país e se hospeda no Maksoud Plaza no dia 12 de agosto de 1981. O cantor fez, no hotel, quatro shows para um total de 2.600 pessoas, com ingressos vendidos a 62 mil cruzeiros. A vinda de Sinatra ilustra a tentativa dos Maksoud de evidenciar São Paulo aos estrangeiros e torná-la um polo cultural e econômico. Para o Estado de S. Paulo, Roberto Maksoud disse que "O fundamental é que os estrangeiros saibam que existe São Paulo e que ela tem muitas coisas. Os únicos que já ouviram falar nela são os homens de negócios. Mas os turistas, um mercado importante, conhecem apenas o Rio e Brasília. Assim, não adianta termos um excelente hotel se não temos uma cidade. Esse é o ponto principal." É com a vinda de Sinatra, segundo Roberto, que a cidade passa a ser relacionada com o hotel: "quando trazemos um Frank Sinatra é para nos tornarmos conhecidos de uma maneira que fiquemos imediatamente associados ao nome da cidade, como era o caso do Copacabana Palace, o antigo cartão de visita do Rio." 

### Earl Hines
Também em 1981, Earl Hines fez residência de um mês no Maksoud Plaza. Durante o mês de dezembro, o pianista americano fez shows no 150 Night Club de terça à domingo. O show de Hines, segundo Zuza Homem de Mello para o Estado de S. Paulo, "transforma o '150' num clube de Jazz nova-iorquino, onde o ruído normal do ambiente é magicamente eclipsado pela atmosfera musical e espiritual do Jazz e suas criações inesquecíveis que não se repetem".

## Teatro Maksoud Plaza
O teatro Maksoud Plaza recebeu peças e musicais, além de realizar produções autorais. Alguns espetáculos que lá estiveram em cartaz foram:

### Coraçãonaboca
Com texto de Celso Luiz e direção de Sérgio Mamberti. Em cartaz de março a dezembro de 1983. O espetáculo une quatro peças curtas de Celso Luiz. Em sua crítica para o Estado de S. Paulo, Clóvis Garcia diz que "a projeção de um autor nacional, e um bom dramaturgo, nestes tempos de xerox de espetáculos estrangeiros, com a descaracterização da cultura nacional imposta à televisão e agora trazida para o teatro, diante da inércia e até complacência dos que deveriam estar lutando por uma arte cênica brasileira, é motivo de comemoração", além de elogiar a qualidade do espetáculo.

### Voz do Brasil - A peça
Texto e direção de Jairo Arco e Flecha. Em cartaz de novembro de 1984 a janeiro de 1986. O espetáculo satiriza acontecimentos da vida política brasileira, "num momento da vida nacional em que se mergulhou num esgoto", como aponta Clóvis Garcia em sua crítica para o Estado de S. Paulo.

### A Divina Sarah
Texto de John Murrell e direção de João Bethencourt. Em cartaz de março a abril de 1985: Fazem parte do elenco Tônia Carrero e Cecil Thiré. Em uma crítica no Estado de S. Paulo, Ilka Marinho Zanotto indica Cecil como um dos maiores atores do teatro brasileiro e escreve que, apesar de reconhecer os esforços do diretor e figurinista, "sem a garra indiscutível do grande talento de seus protagonistas, 'A Divina Sarah' poderia ter sido mais um esforço honesto do bom teatro convencional, a partir de um texto razoavelmente original".

### Louco circo do desejo
Texto de Consuelo de Castro, direção de Vladimir Capela e cenografia de Gianni Ratto. Em cartaz dezembro de 1985 a janeiro de 1986. A peça é o retorno de Consuelo à dramaturgia, após sofrer com a censura nos anos 70. Há uma guinada temática na produção de Consuelo e a peça, em contraste com as anteriores, fala do desejo no relacionamento entre o homem e uma mulher, tirando o interesse principal da dramaturga do seu foco em problemas sociais. Clóvis Garcia, para o Estado de S. Paulo, indica os textos de Consuelo como uns dos mais importantes no teatro brasileiro e diz que Louco circo do desejo tem um "diálogo fluente e brilhante".

### Os Amores de Tennessee Willians
Com texto de Paulo Wolf, direção de Kiko Jaess e cenografia de Gianni Ratto. Em cartaz de abril a Junho de 1987.

### Emoções que o Tempo não Apaga - Uma Crônica Musical
Henry Maksoud escreveu e dirigiu o musical que canta a história do hotel Maksoud, o qual entoa sucessos nacionais e internacionais sob a regência do maestro Luiz Bonan, o elenco era composto por Fred Silveira, Paula Capovilla e Cláudia Gomes. 
A história envolve uma viagem desde o saguão, relata as performances de artistas que passaram pelo Hotel. Além disso, a trama apresenta curiosidades diversas dessa história.

## Bares e gastronomia
Na década de 80, o hotel contava com quatro restaurantes principais. Jean Claude Bertinot gerenciava o La Cuisine du Soleil, onde se encontravam opções francesas. O restaurante Vikings, que servia pratos escandinavos, era supervisionado por Vera Jacobson. No Mezzanino, se almoçava informalmente e o Café Brasserie Belavista servia comida brasileira, 24 horas por dia.

### Frank Bar
Em abril de 2015, é inaugurado o Frank Bar, focado em coquetéis e com Spencer Jr., como Head bartender. O nome do bar surgiu como uma homenagem ao cantor Frank Sinatra, que se apresentou em 1981, no bar 150 Night Club. 
. Em 2016, o Paladar, caderno de gastronomia do Estadão, noticiou a produção artesanal dos drinques do Frank Bar. Segundo a reportagem, o bar produz cerca de 80% dos seus ingredientes artesanalmente.
O Frank Bar recebeu diversos prêmios e figura entre os melhores bares do Brasil e do mundo.

### 150 Maksoud
Já em 2016, é inaugurado o 150 Maksoud, restaurante que substitui o La Cuisine du Soleil e o Brasserie Bela Vista, com opções variadas para café da manhã, almoço e jantar. O cardápio foi elaborado pelo chef Juca Duarte.

### PanAm Club
Em janeiro de 2015, durante uma reformulação do hotel, agora dirigido por Henry Maksoud Neto, é inaugurado o PanAm Club na cobertura do prédio, uma casa de eventos que mistura bar, lounge e casa de shows. Para o Estado de S. Paulo, o presidente do hotel disse que "O PanAm club é um presente para a cidade, dentro de um hotel que é um símbolo de São Paulo".